# الحسن بن محمد الغسال
الحسن بن محمد الغسال (1238 - 1358 هـ / 1866 - 1939 م) هو كاتب ومؤرخ ورحالة، من أهل طنجة.
أقام مدة قصيرة في لندن، كاتباً في إحدى السفارات المغربية في عهد المولى عبد العزيز (سنة 1320هـ)، وكتب عن هذه الرحلة في كتاب اسماه «الرحلة التتويجية إلى عاصمة البلاد الإنجليزية»، طبع بتحقيق عبد الرحيم مودن، وقد سبق أن نُشر مترجما الي الفرنسية سنة 1908 م.
من تصانيفه الأخرى «إيضاح البرهان والحجة، في تفضيل ثغر طنجة»، و«الرحلة الطنجوية الممزوجة بالمناسك المالكية» و«التعريف بالحضرة المراكشية وبمن وقفت عليه من الأولياء والعلماء الأجلة». توفي بمراكش وقد تجاوز الثمانين.